# تاوی رویواس
تاوی رویواس (استونیایی: Taavi Rõivas؛ زادهٔ ۲۶ سپتامبر ۱۹۷۹) سیاست‌مدار و نخست‌وزیر سابق کشور استونی است.
وی از دسامبر ۲۰۱۲ تا مارس ۲۰۱۴ وزیر امور اجتماعی استونی بوده و پس از به عنوان نخست‌وزیر این کشور انتخاب شده‌است. رویواس همچنین رئیس حزب اصلاحات استونی نیز می‌باشد.